# Krobia (rodzaj)
Krobia – rodzaj słodkowodnych ryb okoniokształtnych z rodziny pielęgnicowatych (Cichlidae). 

## Występowanie
Ameryka Południowa.

## Klasyfikacja
Gatunki zaliczane do tego rodzaju:
- Krobia guianensis (Regan, 1905)
- Krobia itanyi (Puyo, 1943) – akara itańska[3]
- Krobia petitella Steele, Liverpool & López-Fernández, 2013
- Krobia xinguensis Kullander, 2012